# Militära grader i Frankrikes gendarmeri
Militära grader i Frankrikes gendarmeri visar de militära graderna och gradbeteckningarna vid det franska gendarmeriet, Gendarmerie nationale.

## Generalspersoner
| Militär grad             | Motsvarande grad i svenska armén | Typbefattning                                              | Gradbeteckning |
| ------------------------ | -------------------------------- | ---------------------------------------------------------- | -------------- |
| Général d'armée          | General                          | Generaldirektör för gendarmeriet                           |                |
| Général de corps d'armée | Generallöjtnant                  | Chef för gendarmeriregion (som ingår i försvarzonens stab) |                |
| Général de division      | Generalmajor                     | Chef för gendarmeriregion (som ingår i försvarzonens stab) |                |
| Général de brigade       | Brigadgeneral                    | Chef för gendarmeriregion                                  |                |

## Officerare
| Militär grad               | Motsvarighet i den svenska armén | Typbefattning                                                 | Territoriella gendarmeriet | Mobila gendarmeriet | Garde Républicaine | Teknisk-administrativa kåren |
| -------------------------- | -------------------------------- | ------------------------------------------------------------- | -------------------------- | ------------------- | ------------------ | ---------------------------- |
| Colonel                    | Överste                          | chef för gendarmeriet i ett län                               |                            |                     |                    |                              |
| Lieutenant-colonel         | Överstelöjtnant                  | chef för gendarmeriet i ett län; ställ- företrädande chef     |                            |                     |                    |                              |
| Chef d'escadron Commandant | Major                            | chef för gendarmeriet i ett arrondissement                    |                            |                     |                    |                              |
| Captitaine                 | Kapten                           |                                                               |                            |                     |                    |                              |
| Lieutenant                 | Löjtnant                         |                                                               |                            |                     |                    |                              |
| Sous-lieutenant            | Fänrik                           | Student vid andra årskursen på gendarmeriets militärhögskola  |                            |                     |                    |                              |
| Élève-officier             | Kadett                           | Student vid första årskursen på gendarmeriets militärhögskola |                            |                     |                    |                              |

1. ↑  Teknisk-administrativa kåren

## Underofficerare
| Militär grad                | Motsvarighet i svenska armén | Territoriella gendarmeriet | Mobila gendarmeriet | Republikanska gardet | Teknisk-administrativa kåren |
| --------------------------- | ---------------------------- | -------------------------- | ------------------- | -------------------- | ---------------------------- |
| Major                       | Regementsförvaltare          |                            |                     |                      |                              |
| Adjudant-chef               | Förvaltare                   |                            |                     |                      |                              |
| Adjudant                    | Förvaltare                   |                            |                     |                      |                              |
| Maréchal des logis-chef     | Fanjunkare                   |                            |                     |                      |                              |
| Gendarme Maréchal des logis | Förste sergeant              |                            |                     |                      |                              |
| Élève-gendarme              | Kadett (specialofficer)      |                            |                     |                      |                              |

1. ↑  Teknisk-administrativa kåren

## Volontärer och hjälpgendarmer
| Militär grad                   | Motsvarighet i svenska armén | Gradbeteckning |
| ------------------------------ | ---------------------------- | -------------- |
| Aspirant                       | Kadett                       |                |
| Maréchal des logis             | Förste sergeant              |                |
| Brigadier-chef                 | Korpral                      |                |
| Brigadier                      | Vicekorpral                  |                |
| Gendarme adjoint de 1re classe | Menig 1kl                    |                |
| Gendarme adjoint de 2e class   | Menig                        |                |